# Schlötzmühle
Schlötzmühle ist ein Gemeindeteil des Marktes Wonsees im Landkreis Kulmbach (Oberfranken, Bayern). Schlötzmühle liegt in der Gemarkung Wonsees.

## Geografie
Schlötzmühle liegt am unteren Lauf des Schwalbaches, der im nordöstlichsten Teil der Fränkischen Schweiz entspringt. Der Schwalbach ist der linke Oberlauf der Kainach und gehört zum Einzugsgebiet der Wiesent. Die Nachbarorte von Schlötzmühle sind Wonsees im Norden, Gelbsreuth im Osten, Kainach im Südwesten sowie Schnackenwöhr und Krögelstein im Nordwesten. Die Einöde ist vom einen Kilometer entfernten Wonsees aus über die Staatsstraße 2189 erreichbar.

## Geschichte
Seit dem Gemeindeedikt von 1818 ist Schlötzmühle ein Gemeindeteil der Gemeinde Wonsees, die bis zur Gebietsreform zum Altlandkreis Kulmbach gehörte. Vor den infolge der Gebietsreform erfolgten Eingemeindungen hatte die Gemeinde Wonsees 1961 insgesamt 513 Einwohner, davon zehn in Schlötzmühle.